# カリソメ乙女
「カリソメ乙女」（カリソメおとめ）は日本のシンガーソングライター・椎名林檎による楽曲。いくつかのバージョンが存在する。

## 概要
2006年11月1日、東芝EMI（当時）による椎名の公式サイトがソロ活動を休止した2003年以来初めて更新され、椎名林檎名義での活動再開と映画『さくらん』（2007年2月公開）の音楽監督就任、3年ぶりの新曲「カリソメ乙女（DEATH JAZZ ver.）」が映画『さくらん』の主題歌として起用される他、椎名の複数の楽曲が作品に使用されることなどが発表された。 
「カリソメ乙女」には映画『さくらん』主題歌「カリソメ乙女（DEATH JAZZ ver.）」以外にも複数のスタジオ収録バージョンがあり、劇中ではそれら以外にも未発表の別アレンジ・バージョンも使用されている。またこの楽曲は椎名が『さくらん』の登場人物に感情移入して作られたものであるという。

### カリソメ乙女 death jazz ver.
「カリソメ乙女（DEATH JAZZ ver.）」（カリソメおとめ デスジャズ・バージョン）は、2006年11月11日より配信限定で発売された「椎名林檎×SOIL&"PIMP"SESSIONS」名義のデジタル・ダウンロードシングル。かねてから親交のあったSOIL&"PIMP"SESSIONSとの共演作で、椎名が他のアーティストとの共同名義で楽曲を発表したのは本作が初めて。映画『さくらん』の主題歌に起用されたが映画本編では使用されず、一部のスポットCMなどにのみ使用された。アルバム『平成風俗』のアナログ盤やDVDビデオ版の『平成風俗 大吟醸』には収録されたがCD化はされず、のちに椎名の4作目のアルバム『三文ゴシップ』（2009年）に収録された際に初めてCD音源化された。しかし同アルバムでは単に「カリソメ乙女」と表記され、「DEATH JAZZ ver.」の部分はクレジットを除き省かれている。
| #  | タイトル                            | 作詞・作曲 | 編曲                | 時間 |
| -- | ----------------------------------- | ---------- | ------------------- | ---- |
| 1. | 「カリソメ乙女（DEATH JAZZ ver.）」 | 椎名林檎   | SOIL&"PIMP"SESSIONS | 2:36 |

### カリソメ乙女 hitokuchizaka ver.
「カリソメ乙女（HITOKUCHIZAKA ver.）」（カリソメおとめ ひとくちざかバージョン）は、斎藤ネコにより編曲されたインストゥルメンタル・バージョン。2007年1月17日に「椎名林檎×斎藤ネコ＋椎名純平」名義で発売されたシングル「この世の限り」にカップリング曲として収録されている。後にアルバム『私と放電』に収録された。サブタイトルの「hitokuchizaka」は、収録スタジオの一口坂スタジオに由来する。
| #  | タイトル                               | 作詞・作曲 | 編曲     | 時間 |
| -- | -------------------------------------- | ---------- | -------- | ---- |
| 1. | 「カリソメ乙女（HITOKUCHIZAKA ver.）」 | 椎名林檎   | 斎藤ネコ | 3:08 |

### カリソメ乙女 tameikesannoh ver.
「カリソメ乙女（TAMEIKESANNOH ver.）」（カリソメおとめ ためいけさんのうバージョン）は、2007年2月21日に「椎名林檎×斎藤ネコ名義」で発売されたアルバム『平成風俗』に収録されている楽曲。歌詞は「DEATH JAZZ ver.」の日本語詞から英語詞に変更されている。サブタイトル「TAMEIKESANNOH」は、港区赤坂2丁目（溜池山王交差点脇）に所在していた所属レーベル東芝EMI（当時）の本社ビル第3スタジオに由来する。
| #  | タイトル                               | 作詞・作曲 | 編曲     | 時間 |
| -- | -------------------------------------- | ---------- | -------- | ---- |
| 1. | 「カリソメ乙女（TAMEIKESANNOH ver.）」 | 椎名林檎   | 斎藤ネコ | 2:49 |